# علفزارهای گرانچستر
علفزارهای گرانچستر (به انگلیسی: Grantchester Meadows) نام آهنگی از آلبوم ۱۹۶۹ گروه موسیقی پینک فلوید،اوماگوما است که در بخش استودیویی آلبوم قرار دارد.
آهنگ توسط راجر واترز نوشته و ساخته شده‌است.واترز اشعار آهنگ را به همراه گیتار آکوستیک می‌خواند و در زمینهٔ آهنگ نیز صدای چکاوک همراهش پخش می‌شود،و بعد از گذشت حدود ۴:۱۳ دقیقه صدای یک غاز نیز به گوش می‌رسد.
اشعار آهنگ داستان و حسی رویا-مانند را در علفزارهای گرانچستر واقع در کمبریج‌شایر انگلیس بیان می‌کند.جایی که دیوید گیلمور گیتاریست پینک فلوید در آنجا رشد کرد و سید برت دیگر عضو گروه پینک فلوید نیز در آنجا زندگی کرد.
در این آهنگ از اثرهای صوتی استریویی استفاده شده و هنگامی که با هدفون شنیده شود مشهودتر است.آهنگ یکی از گزینه‌های قرار گرفتن در آلبوم پژواک‌ها (۲۰۰۱) بود اما در آن آلبوم قرار نگرفت.

## دست‌اندرکاران
- راجر واترز -گیتار آکوستیک، خواننده
- دیوید گیلمور - گیتارآکوستیک دوم، خواننده همراه (اجراهای زنده)
- ریچارد رایت - کیبورد (اجراهای زنده)